# 和田徳一
和田 徳一（わだ のりかず、1900年 - 1980年）は、日本の教育者、国文学研究者。

## 来歴
徳島県出身。
富山県師範学校などで教職を務め、戦後の新制富山大学発足時には教育学部助教授（国語教育担当）であった。後に教授となる。国文学研究者としては、『万葉集』の研究で知られる。
1957年からは富山大学教育学部附属中学校の校長を務めた。また、富山県内の小学校21校で校歌の作詞を担当した。校歌の作詞は、富山大学教育学部発足から附属中学校長就任までの間に大半がおこなわれている。
1980年、死去。

## 校歌制定年表
- 1938年 - 富山市立山田小学校
- 1941年 - 滑川市立中加積小学校
- 1951年 - 高岡市立二上小学校、富山市立山室中学校
- 1952年 - 富山市立愛宕小学校、立山町立新川西部小学校
- 1953年 - 黒部市立荻生小学校、射水市立堀岡小学校、富山市立柳町小学校、富山市立桐谷小学校
- 1954年 - 富山市立広田小学校、富山市立速星小学校
- 1955年 - 南砺市立雄神小学校、富山市立豊田小学校、富山市立長岡小学校
- 1957年 - 入善町立上青小学校、南砺市立下梨小学校、富山市立月岡小学校
- 1960年 - 入善町立飯野小学校
- 1963年 - 南砺市立庄川小学校
- 1968年 - 氷見市立北部中学校